# DotA
Defense of the Ancients (укр. Оборона Стародавніх, скорочено DotA)  — користувацька мапа (модифікація) для стратегії в реальному часі Warcraft III: Reign of Chaos і його доповнення, Warcraft III: The Frozen Throne, заснована на мапі Aeon of Strife для StarCraft.
DotA — командна тактична гра з елементами рольової гри, в якій кожен гравець керує одним героєм (якщо герой має відповідні здібності, деякою кількістю додаткових істот). Під час гри, із плином часу і в залежності від успішності своїх дій, гравець отримує так званий «досвід» від (англ. Experience point — очки досвіду), відкриваючи нові здібності свого героя, а також гроші, які він витрачає на купівлю різних предметів. Основне завдання для кожної з двох команд — знищити ворожий табір, захищений вежами. Гравці контролюють лише свого героя (і, можливо, кілька викликаних або захоплених істот); героям допомагають юніти, керовані комп'ютером, які називаються «кріпи» (англ. Creeps).
Мапа була створена за допомогою редактора рівнів World Editor для Warcraft III: Reign of Chaos, а з виходом доповнення Warcraft III: The Frozen Throne була значно покращена. Існує велика кількість варіацій «DotA», але на кіберспортивних змаганнях популярною була DotA Allstars, аж доки в 2011 її не змінила Dota 2.
DotA Allstars завоювала помітну популярність і представлялася як одна з дисциплін на таких чемпіонатах з комп'ютерних ігор, як BlizzCon, World Cyber Games, Cyberathlete Amateur і CyberEvolution, ASUS Open, Electronic Sports World Cup. У 2008 році на сайті Gamasutra, присвяченому комп'ютерним іграм, з'явилася стаття [Архівовано 19 жовтня 2020 у Wayback Machine.], автор якої стверджував, що DotA стала найпопулярнішою і найобговорюванішою безкоштовною модифікацією до гри.

## Історія створення

### Ідеї та поява DotA
Warcraft III — стратегія в реальному часі, третя частина в серії Warcraft, розроблена Blizzard Entertainment. Разом з цією частиною, як і з Warcraft II, Blizzard випустила спеціальний безкоштовний редактор рівнів — World Editor. За допомогою даного редактора гравці можуть самостійно створювати сценарії або «мапи» (англ. Maps) для Warcraft III. Далі ж ці мапи можуть використовуватися для гри з іншими гравцями, зокрема, по Battle.net або ж через клієнта Garena. Подібні сценарії можуть бути як звичайною зміною вже наявних мап, так і зовсім новими мапами, які мають власний ігровий процес.
Першою мапою, схожою на DotA, була так звана Aeon of Strife для стратегії StarCraft. Сама ж мапа була створена Eul у 2003 році. За основу DotA він узяв карту AoS. Але після виходу офіційного доповнення The Frozen Throne, він не став продовжувати роботу над картою, зате відкрив сирцевий код сценарію. Було створено багато варіацій цієї мапи, але стандартом de facto став варіант Allstars, створений Guinsoo. Guinsoo говорив, що й уявити не міг, наскільки популярною стане ця гра. Її популярність обумовлена, в першу чергу, великою різноманітністю героїв та їхніми здібностями, а також широким набором артефактів і правил, за якими ведеться гра.
Guinsoo додав систему рецептів для деяких артефактів, щоб герої могли збирати сильніші предмети у міру зростання своїх здібностей. Крім того, він додав у гру сильного боса — Рошана (англ. Roshan), названого як і свою кулю для боулінгу.
Для спілкування між гравцями DotA, Guinsoo використовував один з каналів (чатів) Battle.net, у той час у нього ще не було офіційного сайту. Згодом, один із гравців клану TDA — Стів, більш відомий під псевдонімом «Pendragon», вирішив створити сайт, на якому буде вся інформація та новини про мапу. Цим сайтом став — dota-allstars.com, створений у 2004 році, який ще донедавна був офіційним та найпопулярнішим сайтом по Dot'і у світі.

### Dota під керівництвом Ice Frog
До версії 6.01 DotA AllStars, Guinsoo оптимізовував карту, а згодом передав її іншому мепмейкеру — IceFrog, який займався нею далі.
Попри величезну популярність мапи, Айсфроґ вів дуже скритне життя. Він жодного разу не відкривав ні свого обличчя, ні справжнього імені; одним з питань в його блозі було те, як він виглядає, на що він виклав фото з крижаною жабою, яка тала, і написав: «Це я влітку».
Після передачі Dot'и під керівництво Айсфроґа, кожен новий реліз мапи став супроводжуватися списком змін — ченжлоґом (англ. Changelog), завдяки якому гравці змогли бути в курсі оновлень мапи. У кожній версії є нововведення — нові герої, артефакти, покращення балансу в грі тощо.
У травні 2009 Айсфроґ заявив, що через конфлікт із «Pendragon» він блокує сайт dota-allstars.com, який до того часу був офіційним, і в майбутньому створить свій сайт — playdota.com. Причиною конфлікту стало те, що сайт dota-allstars.com став співпрацювати з новим клоном Доти — League of Legends, а співпраця з конкурентами не входила до планів Айсфроґа. Згодом, блог Айсфроґа приєднався до його сайту, як окрема тема на форумі.
Розвиток Defense of the Ancients відбувалося за допомогою фанатів гри, які висловлювали свої ідеї щодо ігрового процесу, героїв і предметів на офіційному форумі «PlayDota». Кращі ідеї додавали в наступних релізах мапи. Цікаві пропозиції, висловлені на форумі, серйозно розглядаються — наприклад, IceFrog змінив одного з нових героїв менше, ніж через два тижні після випуску нової версії за численними проханнями фанатів. Імена героїв та артефактів в DotA беруть із різноманітних джерел: всесвіт Warcraft, міфологія, аніме, комп'ютерні ігри. У деяких назвах приховані імена людей, які так чи інакше брали участь в створенні мапи. Зокрема: Eul та Guinsoo (дизайнери мапи), Syl-la-ble (тестер), Nessaja, MercurialXen і Kunkka (художники). Передісторії героїв, як правило, засновані на всесвіті Warcraft. Фанати також можуть пропонувати свої імена та історії для героїв.
З версії 6.53 з'явилися локалізовані мапи, а саме — російська, китайська і корейська. З версії 6.60 з'явилися локалізації — французькою, чеською і португальською. Починаючи з версії 6.61, мапа доступна також угорською мовою. Наразі мапа доступна п'ятнадцятьма мовами: англійською, російською, корейською, китайською, філіппінською, грецькою, турецькою, іспанською, угорською, португальською, тайванською, німецькою, чеською, французькою, румунською.
Мапи різними мовами повністю сумісні одна з одною.
У версії 6.68 у назви мапи скоротили слово Allstars. Відтоді мапа називалася просто DotA.
У жовтні 2009 року, керівництво компанії Valve Corporation найняло IceFrog’а для участі в новому проєкті, пов'язаному з DotA, який воно схарактеризувало як «чудові новини для фанатів гри».

### Подальша розробка

#### Сторонні програми
Сторонніми розробники створили багато різних програм для DotA, які дозволяють як покращувати якість гри в цілому, так і здійснювати підтримку гри. Наприклад, Knarf створив програму «WC3 Banlist», в якій ведеться «чорний список», куди потрапляють читери та інші недобросовісні гравці. Також є можливості для перевірки пінґу, країни-гравця і виконання інших функцій. Деякі відомі клани створюють свої власні правила по грі в DotA і ведуть свої «чорні списки». На початку 2010 року IceFrog оголосив, що програміст Varlock почав роботу над програмою «Ghost Proxy ++», яка дозволить гравцям перепід'єднуватися до ігор, з яких вони «вилетіли» через погане Інтернет-з'єднання. Програма буде корисною для багатьох гравців DotA, оскільки «вилітання» (англ. drop) з ігор є дуже поширеною проблемою. 12 березня 2010 року випущена бета-версія цієї програми.

#### Версії зі штучним інтелектом
Паралельно з розробкою мап для багатокористувацької гри, розробляються версії із AI-героями. DotA призначена для гри з живими людьми, але AI-скрипти дозволяють комп'ютеру керувати героями. Такі мапи широко використовується новачками для тренувань; завантаження «AI-версії» мапи можливе з офіційного форуму [Архівовано 12 січня 2013 у Wayback Machine.] DotA. Хоча IceFrog не бере участі у створенні цих мап і не несе за них відповідальності.

### Dota 2
Восени 2009 року компанія Valve прийняла на роботу основного розробника DotA, IceFrog’а, а влітку 2010 року подала заявку на реєстрацію цієї торговельної марки, а вже 13 жовтня анонсувала Dota 2.

## Ігровий процес

### Мапа та герої
В DotA грають дві команди, кожна з яких містить до п'яти осіб (є неофіційні мапи 6х6, але вони не користуються великою популярністю). Решта два слоти (місця) зарезервовані для спостерігачів і арбітрів.
У лівому нижньому куті мапи знаходиться табір «світла» англ. «The Sentinel», у правому верхньому — табір «темряви» англ. «The Scourge». Обидва табори захищені вежами, які стоять на кожній із трьох основних доріг до нього. У центрі кожного табору розташовується головна будівля — «Світове Древо» (англ. World Tree) та «Крижаний Трон» (англ. Frozen Throne). Команда, яка перша знищила головну будівлю — виграє.

Ігровий процес DotA

### Загальна механіка
В DotA немає ні управління армією, ні будівництва бази, як у більшості стратегій в реальному часі, під контролем гравця знаходиться тільки один герой і, можливо, невелика кількість викликаються або підлеглих істот (як правило це кур'єр). Але на відміну від Warcraft`у, максимальний рівень героя дорівнєю 25, а не 10, як в оригінальній грі.
Герої мають унікальний набір здібностей (одна з них відкривається після 6 рівня, називається ультимативною, або ж просто «ульт» від англійського — англ. Ultimate) і певну тактичну перевагу над деякими іншими героями. «Ульт» герой може «вивчити» на 6, 11 та 16 рівнях (винятком є герой під назвою Invoker).
На початку гри кожен учасник вибирає собі героя (або отримує його випадковим чином, в залежності від обраного режиму гри) з дванадцяти таверн — по шість на «світло» і «темряву». Героїв можна поділити на класи: спритники (англ. Agility), маги (англ. Intelligence), силачі (англ. Strength).
Станом на 13.01.2013 кількість героїв дорівнює 110.
Якщо гине бойова одиниця противника (неважливо, кріп або герой), досвід отримують усі союзні герої, які знаходяться поблизу, незалежно від того, бились вони чи ні. Таким чином, герою вигідно знаходитися в гущі бою, навіть не беручи в ньому участі. Якщо герой завдасть останнього удару (англ. Last Hit) юніту або будь-якій будівлі, то він отримає певну кількість грошей. Крім того, золото дається також і просто з плином часу — по 1 одиниці в 0.8 секунд..
Ігровий процес побудований на так званому «тимплей» (англ. Team Play — командна гра), зазвичай, один гравець не може перемогти самотужки. В DotA дуже важлива командна гра, та правильний підбір героїв і артефактів.
На наявні гроші герой може купувати артефакти. З простих «базових» артефактів за допомогою «сувоїв-рецептів» можна складати складніші, сильніші або ж артефакти, що мають додаткові здібності. Купівля артефактів — важливий аспект гри; від їх вибору залежить бойовий потенціал героя і команди в цілому.
Убитий герой деякий час не бере участі у грі та втрачає частину своїх грошей. Чим вищий був його рівень, тим довше він знаходитиметься поза грою і тим більше грошей втрачає. Герой відроджується у своєму таборі з повною маною і здоров'ям. Замість очікування гравець може викупити свого героя — тоді він буде миттєво відроджений; чим вищий рівень персонажа, тим дорожче обходиться його викуп. Ця можливість має час перезарядження, що не дозволяє використовувати її кілька разів поспіль за певний проміжок часу.

### Початок гри

Відмінності між таборами Sentinel (вгорі) і Scourge (внизу)

З кожної із 2-х баз кожні 30 секунд трьома стежками (верхня, центральна і нижня) йдуть керовані комп'ютером істоти — «кріпи» (англ. creeps), які стикаються між собою близько середини стежки. За вбивство ворожих кріпів гравець отримує досвід, а той хто завдав останнього удар — ще й невелику суму грошей. Весь початковий етап гри побудований навколо вбивства ворожих крипів і спроб завадити противнику робити те ж: можна завдавати останнього удару союзному кріпу коли у того менше ніж 50 % «HP» (англ. Heal Point — очки життя), таким чином не давши добити його противнику. Героїв таким чином добити не можна, виключення це герої з менше ніж 25 % «HP» та ворожим прокляттям, яке поступово знімає «HP». Кріпи стають сильнішими, якщо зруйнована частина ворожої бази.
Ще один тип істот, які беруть участь в грі, — нейтральні кріпи (англ. Neutral Creeps). Ці істоти періодично з'являються в лісі на кожній стороні карти в суворо визначених місцях (таборах). Нейтральні кріпи контролюються комп'ютером і не належать ні до однієї з зі Вдень вони нападають на всіх, хто знаходиться поруч з ними, а вночі засинають. Нейтральні кріпи бувають як дуже слабкими, так і досить сильними і за їх вбивство герой отримує різну кількість золота і досвіду. Найсильнішим нейтральним крипом є Рошан (запас його здоров'я та його захист збільшуються з плином часу).

### Ціль та правила гри
Правила нескладні, але через розмаїття героїв і артефактів кількість можливих стратегій дуже велика. Крім того, у грі є спеціальні режими гри (англ. Game Modes), команди, які визначають додаткові правила гри. Моди прописуються в самому початку першим не комп'ютерним гравцем команди Sentinel (як правильно це та людина яку створила гру; грає за синій колір) і можуть впливати на такі моменти як режим вибору героїв, складність гри (впливає на кількість отримуваного досвіду і грошей) тощо. Деякі моди сумісні один з одним і можуть бути вибрані одночасно.
Від початку і до кінця гравець керує обраним на початку гри героєм. Виняток — режим гри Deathmatch (укр. Смертельний поєдинок). В такому режимі гравець, який втратив героя, повинен вибрати (або отримати випадковим чином) нового. У звичайному ж режимі гри полеглий герой буде відроджений через певний проміжок часу. Всі очки досвіду і предмети переходять до нового персонажа, але якщо команда набере певну кількість смертей (тобто коли закінчаться герої в союзних тавернах), то їй автоматично зараховується поразка.
Ціль гри — знищивши вежі противника (по 3 вежі на кожній стежині (необхідно повністю знищити башти хоча б на одній) плюс 2 вежі, що охороняють головну будівлю), прорватися на його базу і зруйнувати головну будівлю (Світове дерево у Sentinel, та Крижаний трон у Scourge). Якщо будуть знищені всі вежі на стежці і ті, що знаходяться безпосередньо на «базі» казарми, кріпи атакувальної сторони на цій стежці стають сильнішими, що рівнозначно знищенням всієї бази (нагорода за вбивство таких крипів вдвічі менша). Після руйнування усіх казарм на трьох стежинах кріпи перетворюються в мегакрипів (англ. Mega Creeps), зупинити яких практично неможливо.

## Тактика та додаткові можливості
DotA також унікальна тим, що гравець має багато тактичних можливостей, що, звісно, підвищує інтерес до гри.
Посеред мапи, біля річки з кожної сторони є 2 височини, і стояння на якійсь із них означає мати певну перевагу над ворогом, оскільки будь-який далекобійний юніт має шанс на промах по герою, який стоїть на височині

Рошан

### Руни

Руна регенерації

У двох місцях на одній зі сторін річки, кожні 2 хвилини з'являються руни, які дають герою тимчасові бонуси. Але ніхто не знає на який стороні річки з'явиться руна, тому люди, особливо на турнірах та чемпіонатах, ставлять там «Варди» які служать предметом для огляду навколишній місцевості. На цих місцях дуже часто бувають битви, оскільки контроль рун є важливою стратегічною перевагою.
 Види рун :
Руна швидкості (англ. Haste Rune) дає максимальну швидкість на 30 секунд. 

Руна подвійної атаки (англ. Double Damage rune) удвічі збільшує силу атаки героя на 50 секунд.

Руна ілюзій (англ. Illusion rune) створює дві копії героя на 75 секунд.

Руна невидимості (англ. Invisibility rune) приховує героя від ворогів на 45 секунд.

Руна регенерації (англ. Regeneration rune) швидко зцілює життєві сили та ману героя, доки він не зцілиться повністю або ж до чого часу поки не отримає пошкодження.

### Рошан
Рошан — це найсильніший нейтральний кріп в DotA, який володіє певним набором умінь та здатністю ставати сильнішим кожні п'ять хвилин.
За вбивство цього кріпа вся команда героя, який завдав останнього удару, отримує по 200 золота. Та головне, що при його смерті він «випускає» свій щит — предмет, який дає можливість герою, що підняв його переродитися після смерті. Рошан також «респавниться» англ. Respawn через 10 хвилин після його вбивства, і якщо герой, який носив щит, ще не помер, щит все одно відбирається й передається власнику — Рошану. Також, після 3-х вбивств Рошана з нього випадає не тільки щит, а ще й сир.
Цей предмет при використанні дає герою, який використав його 2500 одиниць здоров'я та 1000 одиниць мани; може бути проданий у магазин за 500 золотих. Після наступного респавну Рошана сир не зникає.

### Додаткові магазини
В DotA існують магазини поза межами основних таборів сторін, усього шість магазинів по два одного виду.
На верхній та нижній лінії в гаю стоять 2 магазини, що продають основні артефакти 1 та 2 рівнів, але не всі. Це зроблено, щоб за основними артефактами не треба було бігти дуже далеко.
Інший магазин має важливіше значення для гри. Цей магазин схований у лісі, хоча й знайти його не важко, він продає «елітні речі», котрі потрібні для створення потужних артефактів. Всього є дві точки цього магазину, перша у верхньому лісі Стражів, друга у нижньому лісі Немертвих. Це одне з небагатьох місць яке знаходиться далеко від бази, тому його контроль може бути ефективною пасткою для ворога.

## Моди в DotA
В перші п'ятнадцять секунд гри, гравець, який запустив гру — хост, може прописати модифікацію (правило, строком на всю гру) до гри. Прописується вона через дефіз та скорочену назву моду, можливо й написати повну назву, але це не зручно.
Якщо ж він нічого не пише, то автоматично обирається Normal Mode — мод, де гравець може обирати героїв тільки з таверн своєї сторони та нейтральної, а чужих не може. Але, зазвичай NM не використовують.
З усіх модів, серед найпопулярніших можна виділити такі:
- AP/AllPick — Гравець може обирати героїв з будь-якої таверни, а може й сам написати -random, за що йому видадуть випадкового героя, але й дадуть бонусне золото.
- AR/AllRandom — Зі старту всім гравцям видають випадкових героїв; кожен гравець має бонусне золото.
- SD/SingleDraft — На початку гри у героя є вибір із 3 героїв — одного спритника, силача та мага. Бонусне золото відсутнє.

## Ігрові команди
На відміну від ігрових модів, команди може ввести кожен гравець, вони служать для того, щоб давати гравцю додаткову інформацію про гру та майже не втручаються в ігровий процес.
З усіх команд, найвживанішими можна назвати такі:
- -MS/MoveSpeed — Показує теперішню швидкість переміщення героя.
- -SWAP — Показує гравців, з якими можна помінятись героями.
- -AFK — Показує інформацію, про всіх неактивних (афк) гравців.
- -Weather Rain/Snow/Moonlight/Wind/Random — Додає до гри анімацію у вигляді дощу/снігу/місячного сяйва/вітру/випадкову погоду.

## Сприйняття та відгуки

### В різних країнах
Мапа стала популярною в багатьох країнах світу: наприклад, в Таїланді та Філіппінах в неї грають стільки ж, скільки й в Counter-Strike. Також деяку підтримку гра отримала в країнах Скандинавії, де шведський ді-джей Basshunter написав пісню «Ми сидимо у Ventrilo і граємо в DotA» (швед. «Vi sitter i Ventrilo och spelar DotA»), яка зайняла 116-е місце в європейських музичних чартах 2006 року, а в самій Швеції і Фінляндії потрапила до десятки найпопулярніших. Популярність пісні привела до підвищення популярності й самої мапи.
Крім того, завантажувальні екрани до мапи почали малювати самі її ж фанати.. Також, на офіційному сайті є багато фанартів із зображеннями героїв.

### Dota на турнірах
З підвищенням кількості гравців, підвищилася і популярність самої мапи. Blizzard офіційно визнав карту як варту уваги й навіть згадав про неї у залі слави Battle.net, така увага до цього була приділена всього шести мапам. Потім мапа була представлена Computer Gaming World в розділі нових мап і модів для Warcraft III, а журналіст Люк Сміт назвав її «унікальною стратегією в реальному часі». Allstars стала важливим турнірним сценарієм, вперше з'явившись на BlizzCon 2005 року. Allstars також була представлена в Малайзії та Сингапурі на турнірі World Cyber Games у 2005 році. Також DotA була включена в лінійку ігор світової ліги Cyberathlete Amateur League і CyberEvolution League. Крім того, мапа з'явилася в турнірі Electronic Sports World Cup (ESWC) 2008 року. Олівер Парадіс, менеджер ESWC, зазначив, що високий рівень підтримки спільноти DotA і світове визнання мапи в цілому, було одним із причин її вибору для турніру.
Чемпіонати по локальній мережі також дуже популярні, наприклад, такі турніри часто проводяться в азійських країнах, Швеції та Росії. Blizzard вказує на DotA як на результат того, чого можуть домогтися творці мап за допомогою спеціальних засобів розробки.
Також DotA надзвичайно популярна серед користувачів ігрової платформи Garena, де одночасно онлайн може перебувати до сотні тисяч гравців. Тут проводяться локальні турніри та кланові війни(англ. Clan wars).
Наразі мапа входить до складу багатьох турнірів локального та світового значення, таких як: World Cyber Games, Electronic Sports World Cup, ASUS Open. Також по самій мапі створено багато турнірів, наприклад: Asian Dota Championchip, Razer Global Challenge MYM Pride Defending.
Основними аренами для ігор в DotA є Battle.net, iCCup та гральна платформа Garena.

### DotA в Garena
Garena — ігрова платформа для багатьох ігор, таких як: Starcraft, Left 4 Dead, Counter Strike, Age of Empires III, Warcraft III та ін. Не зважаючи на величезну кількість ігор на платформі, ігри в Dota займають близько 85 відсотків усіх ігор у Garena. В Україні, наприклад кожен день онлайн гравців DotA становить від 6000 до 10000 осіб.
Зараз існують багато фан-сайтів Dot'и, на якому фанати розміщують свої гайди, інструкції по грі, проводять обговорення тощо.

### DotA та Україна
Україна займає почесне місце серед СНД гравців Dota. Найбільша українська спільнота грає в Garena. В Garena воно має 44 кімнати (серверів для гри) по 225 осіб. Українська команда DTS Chatrix є найкращою СНД командою та однією з провідних світових команд з DotA, яка завоювала багато нагород, таких як: ASUS Spring 2009, 2010 — перші місця, ESWC 2010 Grand Finals — друге місце, CM Storm 2010 — перше місце та інші.

### Думка Ice Frog з приводу популярності DotA
|  | Важко дати точну відповідь, тому що існують багато співтовариств по всьому світу з їх особистими серверами, сайтами завантажень та ігровими центрами. Деякі гравці завантажують DotA не з getdota.com, a з LAN чи з сайту ком'юніті своєї країни, так що лічильник завантажень це не показник. Груба оцінка нещодавніх завантажень - 5-8 мільйонів. Гра стає сильнішою з кожним місяцем, особливо в Азії та Південній Америці. Причина, думаю, у «силі язиків». Коли хтось щиро насолоджується грою, він розповідає про це своїм друзям, щоб ті приєднувалися до нього. Саме завдяки цьому гра може досягти такої широкої аудиторії. |

## Великодки
- Деякі нові версії карти можуть бути пристосовані до певного свята або події. Наприклад, в «новорічній» версії 6.65 якщо гравець підібрав з Roshan'a «Aegis of the Immortal», то він отримував різдвяний ковпак (сам Рошан теж був у ковпаку). На кур'єрів (англ. Animal Courier), які доставляють предмети, теж був надітий різдвяний ковпак. Крім того, ультимативна здатність (англ. Ultimate) героя Witch Doctor була тимчасово змінена для відповідності «новорічній» тематиці — замість звичайного Death Ward з'являвся сніговик, який стріляв у ворогів сніжками. Також існувала версія 6.50, пристосована до 1 квітня 2007 року. Від справжньої 6.50 її відрізняло лише ім'я файлу — DotA Allstars<два пропуска>6.50 — в якому було два пробіли замість одного.[54]
- У версії 6.49b AI + на південному сході карти з'явилася таверна Fun Tavern з двома героями зі старої версії DotA. Щоб потрапити до неї, треба було набрати -fun. В 6.51 AI+ 1.52 Fun Tavern була розширена до 4 героїв. В 6.57b AI+ 1.52 Rev. 02: Fun Tavern їх було уже дві, а загальне число «fun-героїв» досягло 16. В оригінальних мапах IceFrog'а цієї таверни немає[55].
- Традиційно у версіях 6.х9 можна пройти так званий «секретний квест», який являє собою пошук і перемогу над босом. Також, як правило, в наступних версіях бос стає героєм, якого можна найняти в таверні.
  - У версії 6.49 гравець повинен був знайти та знищити розкиданих по всій карті невидимих крижаних жаб. Жаби давали літери — Quas, Wex, Exort. Насправді це були «атомарні» здібності героя Kael the Invoker[56], який існував в ранніх версіях, але практично відразу був прибраний за складність і незбалансованість. Після цього герой повинен був битися з Kael'ем у правому нижньому куті карти. За перемогу гравець отримував артефакт, який робив героя практично невразливим[57]. Кілька версій по тому в таверні «Темних»[58] з'явився видозмінений Kael the Invoker — із 27 заклинань, що були в попередніх версіях, залишилося тільки 10[59].
  - У версії 6.59b можна було пройти квест, в якому герой бився з Tauren Chieftain. Для цього необхідно було зібрати 4 тотеми, розкиданих по карті (Totem of Fire, Totem of Water, Totem of Earth, Totem of Wind) і розмістити їх усіх в центрі кола у верхньому лівому куті карти (в тому місці, де йде вибір героїв на моді -rd). Якщо тотеми були поставлені правильно, то з'являвся Chieftain, вбити якого було досить складно. Після його смерті випадав артефакт, що додавав 200 очок до сили героя. Як герой, Tauren Chieftain з'явився у версії — 6.60[60].
  - У версії 6.69 можна було пройти квест на вбивство героя Icarus, The Phoenix[61][62]. Зміни в дизайні мапи були відразу ж помічені гравцями, і досить швидко, через кілька годин, був знайдений спосіб пройти секретний квест. Біля верхньої руни знаходився нерухомий юніт PreRuner, після знищення якого у північного і південного країв карти з'являлися червоні «руни» у вигляді каменів, які теж потрібно було розбити. Потім гравець отримував можливість виявити 10 невидимих жаб, вразливих тільки для спрямованого магічного удару. Після вбивства жаб в правому нижньому кутку карти з'являвся сам Фенікс, з якого випадали кілька артефактів Ancient Medallion, що давали по 9 ілюзій кожна, потрійний критичний удар, шанс на ухилення і 75 пунктів до всіх атрибутів.
- У деяких героїв є альтернативні імена, що випадають з невеликою ймовірністю[63].
  - Із версії 6.40 існує невелика ймовірність при виборі героя Sven отримати цього героя з ім'ям Arnold Schwarzenegger.
  - Із версії 6.50 існує ймовірність при виборі героя Clinkz отримати його з ім'ям Clinkz Eastwood, а при виборі Ulfsaar отримати його з ім'ям Fuzzy Wuzzy.
  - Із версії 6.63 існує ймовірність при виборі героя Mogul Kahn отримати його з ім'ям Mogul Kahnt Touch This.
  - Із версії 6.67 існує ймовірність при виборі героя Razor отримати його з ім'ям Gilette.
  - Із версії 6.69 також є ймовірність при виборі героя Rikimaru отримати його з ім'ям Riki Martin, при виборі Chen отримати його з ім'ям Jackie Chen, Enchantress — Bambi, Keeper Of the Light — Gandalf, Lifestealer — Gollum.
  - Із версії 6.69с існує ймовірність при виборі героя Zeus отримати його з ім'ям Merlini (нікнейм американського гравця в DotA)[64].
  - Із версії 6.70 існує ймовірність при виборі героя Nevermore отримати його з ім'ям SOLOMID.
  - Із версії 6.71b існує ймовірність при виборі героя Nevermore отримати його з ім'ям YaphetS (нікнейм китайського ґеймера в DotA), а при виборі Spectre отримати його з ім'ям qwerty-(нікнейм російського гравця Завена «qwerty» Термінасова)
  - Із версії 6.73 існує ймовірність при виборі героя Shendelzare Silkwood (Vengeful spirit) отримати її з ім'ям 820 (нікнейм китайського професійного гравця в DotA, який відрізняється великою майстерністю гри за неї).
  - Із версії 6.73 існує ймовірність при виборі героя Kardel Sharpeye (Dwarven Sniper) отримати його з ім'ям Vasilij Zaycev.
  - Із версії 6.75 в російській версії карти при виборі героя Zeus є невелика ймовірність отримати його з підписом «Народжений Перемагати», що відноситься до однієї з найсильніших у світі команд з Dota і Counter-Strike — Natus Vincere (лат. Народжений Перемагати) з України.

## Дота-клони
Dota, як модифікація до Warcraft III набула велику популярність і, незабаром, ще локальний жанр Warcraft — Aeon of Strife (Вічність Боротьби), перейшов в окремі повноцінні ігри-клони Dota.
Наразі існують такі ігри-клони:
Demigod (гра) (укр. Напівбог)
Вийшовши 17 квітня 2009 року, гра одразу зазнала напливу піратів, із 140 тисяч осіб які зіграли в цю гру, тільки 12 % мали її ліцензійну копію. Гру сильно розкритикували і з часом вона втратила популярність.
Heroes of Newerth (укр. Герої Чужесвіту)
Перед офіційним виходом гри 12 травня 2010 року, гра ще довго знаходилась у режимі закритого (22 серпня 2009 — 31 2010 березня) та відритого (31 березня — 12 травня) бета-тесту. Особливістю гри є те, що механіка гри та герої частково майже повністю ідентичні самій Dota, наприклад, однакові заклинання, вміння і т. д.
League of Legends (укр. Ліга Легенд)
Гра вийшла 27 жовтня 2009 року. Головними відмінностями від інших дота-клонів є те, що вона умовно-безкоштовна та те, що одним із розробників гри є Guinsoo — колишній розробник Dota та Pendragon керівник колишнього офіційного сайту dota-allstars.com
 Prime World  (укр. Світ Прайм) — комп'ютерна гра, стратегія з рольовими елементами, що розробляється компанією Nival Interactive. Гравець виступає в ролі Лорда, який наймає на службу героїв. У своєму замку Лорд зводить будівлі, наймає і покращує героїв, виробляє для них «таланти». У бою він управляє одним з героїв, б'ючись з іншими гравцями команда на команду.